# Brezova miš
Brezova miš (znanstveno ime Sicista betulina) je glodavec, razširjen v gozdovih in barjih Evrope in Azije.

## Opis
Odrasli osebki merijo v dolžino 5–8 cm in imajo 75–110 mm dolg rep, tehtajo pa 5–13 g. Dlaka je na zgornji strani telesa rumenkasto siva z rjavimi konicami, spodnja stran pa je blede sivorumene barve. Vzdolž hrbtenice poteka po zgornji strani telesa črna proga.
Prehranjujejo se s poganjki, različnimi jagodami in občasno z žuželkami. Zimo preživijo v stanju hibernacije v podzemnih rovih.
Brezova miš je odličen plezalec, ki si pri oprijemanju pomaga s petimi prsti na nogah, za dodatno podporo pa uporablja tudi rep. Poleti si v grmovju splete gnezdo iz suhe trave, vejic in maha. Parjenje poteka med majem in avgustom, samice pa imajo eno leglo na leto. Brejost poteka od štiri do pet tednov, naenkrat pa se skoti do šest mladičev.